# Dina Meza
Dina Meza (Cofradía, Honduras, 1962) és una periodista hondurenya, defensora dels drets humans, i fundadora del Centro Pen Honduras, una organització de defensa de la llibertat d'informació que ofereix suport a periodistes amenaçats.

## Trajectòria
Meza posa el seu focus de treball en l'abús i vulneració dels drets humans. El 1989, el seu germà gran va ser segrestat i torturat per l'exèrcit d'Hondures, i aquesta experiència la va motivar per començar a informar dels abusos de drets humans al seu país. També esmenta es seus tres fills com a motivació per continuar amb el seu treball, malgrat els riscos.
Des de 1992, ha treballat com a periodista, i és fundadora i editora de Pasos de un Animal Grande, un diari en línia que és l'únic que documenta els abusos de drets humans a Hondures, com a manera de donar més visibilitat al seu treball, i evitar la censura al seu país.
El 2012, es va incorporar com a membre del Comité de Familias de Detenidos y Desaparecidos en Honduras (COFADEH). El 2016, Meza va informar sobre l'assassinat de l'activista mediambiental Berta Càceres.

### Amenaces
El seu activisme l'ha portada a ell i la seva família ha haver d'afrontar múltiples amenaces de violència i assetjament, incloent-hi amenaces explícites de violència sexual. El 2006, després que el seu mitjà en línia Revistazo hagués investigat violacions als drets humans per part de les companyies privades de seguretat d'Horduras, Dionisio Díaz García, un advocat de la revista, va ser disparat i assassinat. El 2013, les amenaces a la seva seguretat li van portar a passar cinc mesos en l'exili. Entre gener i octubre de 2015, Meza va informar de trenta-sis casos d'amenaces a la seva seguretat.

## Reconeixements
El 2007, Meza va rebre el premi especial d'Amnistia Internacional de Regne Unit per a periodistes sota amenaça. Uns anys després, el 2014, va ser guardonada amb el premi Oxfam Novib/PEN International a la Llibertat d'Expressió.